# Celithemis
Celithemis là một chi chuồn chuồn ngô thuộc họ Libellulidae, tiếng Anh thường gọi là Pennants. Chi có tám loài, tất cả đều là bản địa của miền đông Bắc Mỹ.

## Hình ảnh

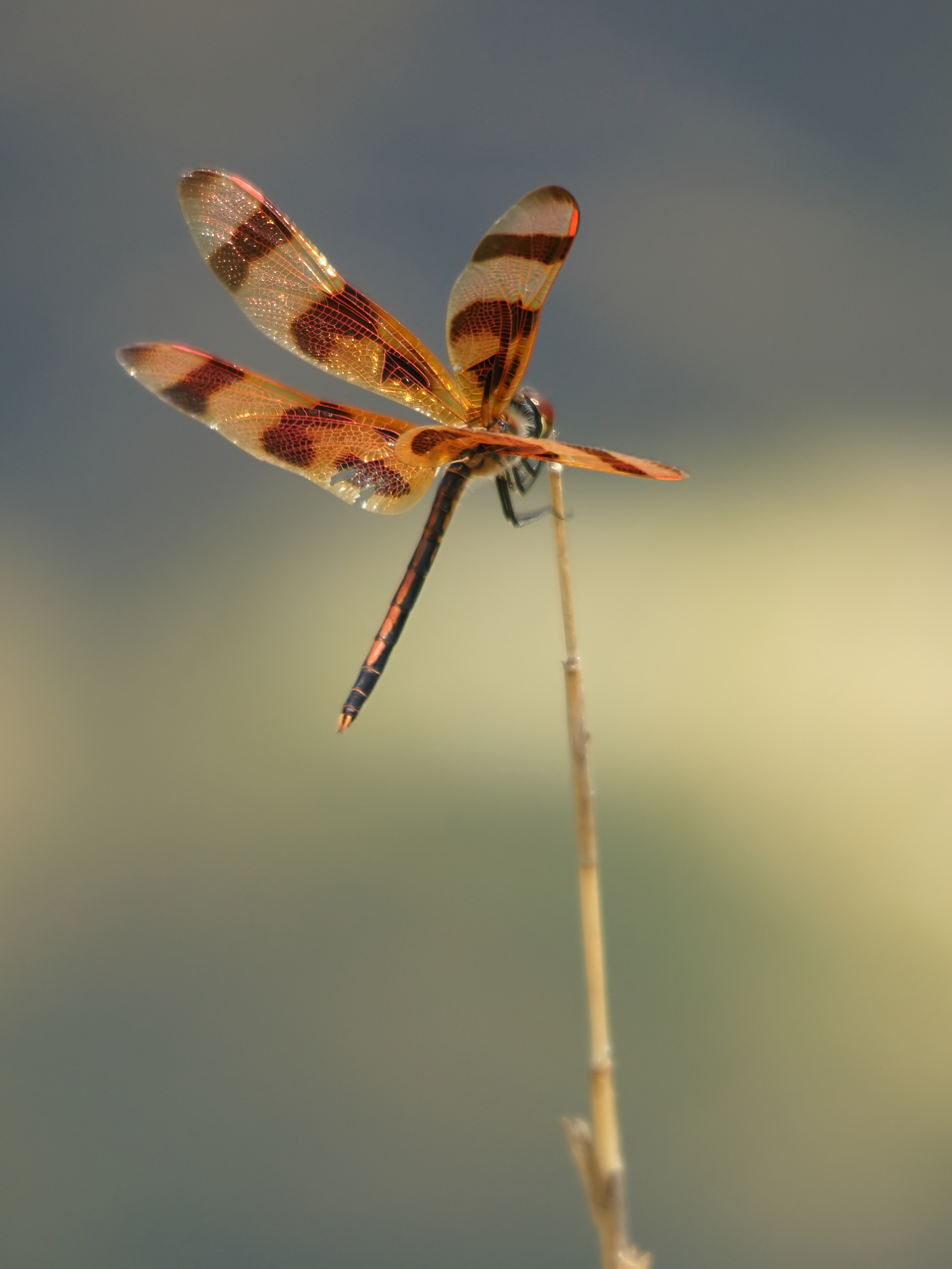
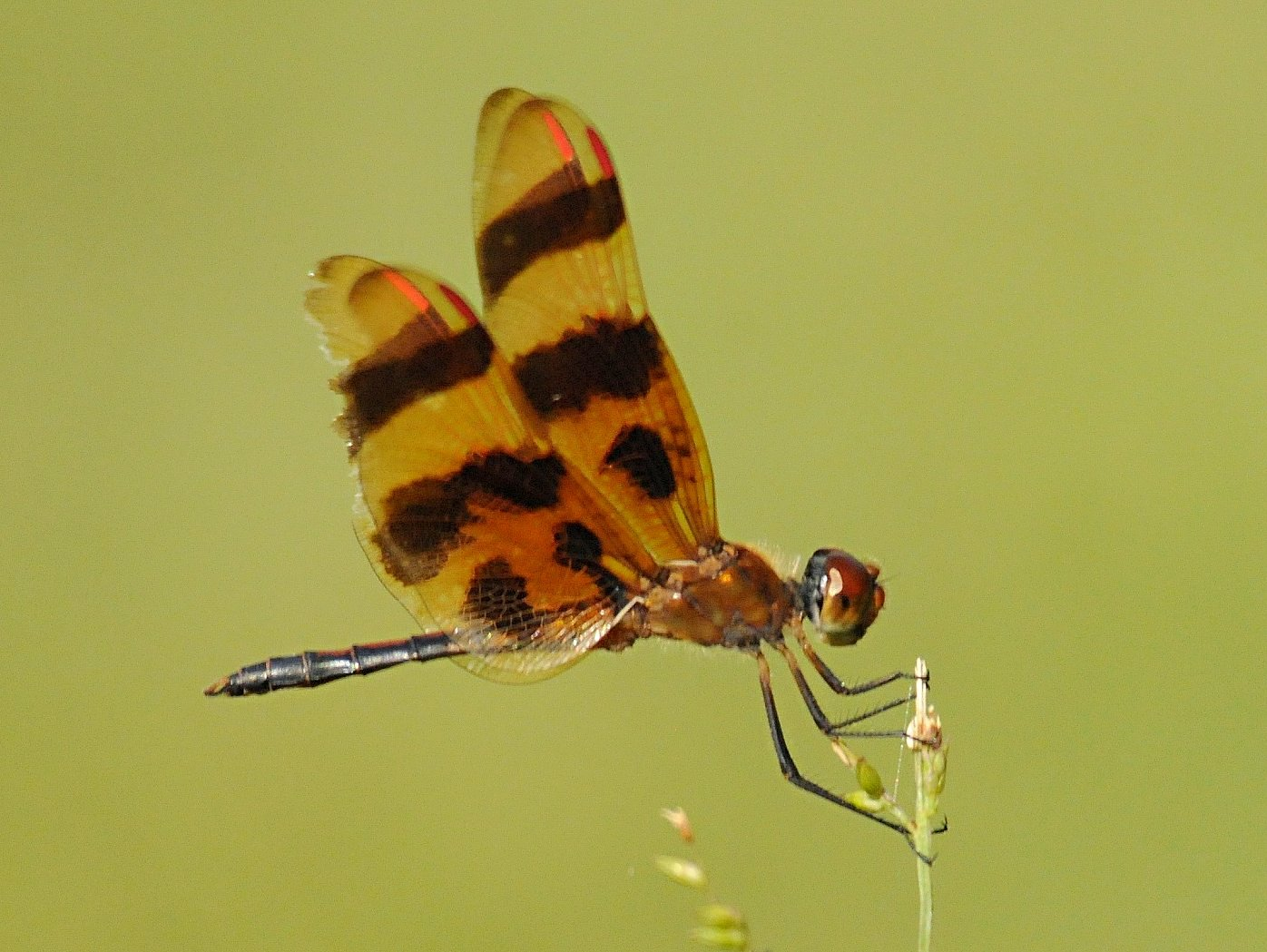

## Các loài
- Celithemis amanda (Hagen, 1861) - Amanda's Pennant
- Celithemis bertha Williamson, 1922 - Red-veined Pennant
- Celithemis elisa (Hagen, 1861) - Calico Pennant
- Celithemis eponina (Drury, 1773) - Halloween Pennant
- Celithemis fasciata Kirby, 1889 - Banded Pennant
- Celithemis martha Williamson, 1922 - Martha's Pennant
- Celithemis ornata (Rambur, 1842) - Ornate Pennant
- Celithemis verna Pritchard, 1935 - Double-ringed Pennant